# Jacques Duron
Pour les articles homonymes, voir Duron (homonymie).
Jacques Duron est un philosophe et auteur français né à Montluçon dans l'Allier le 4 avril 1904 et mort à Paris 16e le 23 novembre 1974.

## Biographie
Agrégé de philosophie et de lettres, docteur ès lettres, il fut directeur des lettres au ministère des Affaires culturelles françaises et professeur de philosophie.

## Publications
L’Académie française lui décerne le prix de la langue-française en 1964 pour Langue française, langue humaine.